# 太閤通駅
太閤通駅（たいこうどおりえき）は、愛知県名古屋市中村区太閤通3丁目にある、名古屋市営地下鉄桜通線の駅である。駅番号はS01、アクセントカラーは水浅葱。

## 歴史
桜通線中村区役所 - 今池間の開通に伴い、1989年（平成元年）9月10日に中村区役所駅（なかむらくやくしょえき）として開業した。開通式は当駅で行われた。
太閤通と環状線が交わる太閤通三丁目交差点の地下に位置し、北側に中村区役所があった。1972年（昭和47年）まで名古屋市電中村線太閤通三丁目停留所があった位置である。計画時の仮称は「中村区役所」とされ、そのまま採用された。
中村区役所の本陣駅周辺への移転に伴い、2023年（令和5年）1月4日に太閤通駅へ駅名を変更した。駅名は有識者による「地下鉄駅名称懇談会」や意見募集を経て町名の「太閤通」に決まった。

### 年表
- 1989年（平成元年）9月10日：「中村区役所駅」として開業[2]。
- 2011年（平成23年）1月22日：可動式ホーム柵を使用開始[新聞 7][新聞 8]。
- 2018年（平成30年）7月1日：桜通線駅務区今池管区駅の所掌から桜通線運転区の所掌に変更[WEB 4]。
- 2023年（令和5年）1月4日：駅名を「太閤通駅」に変更[WEB 3]。

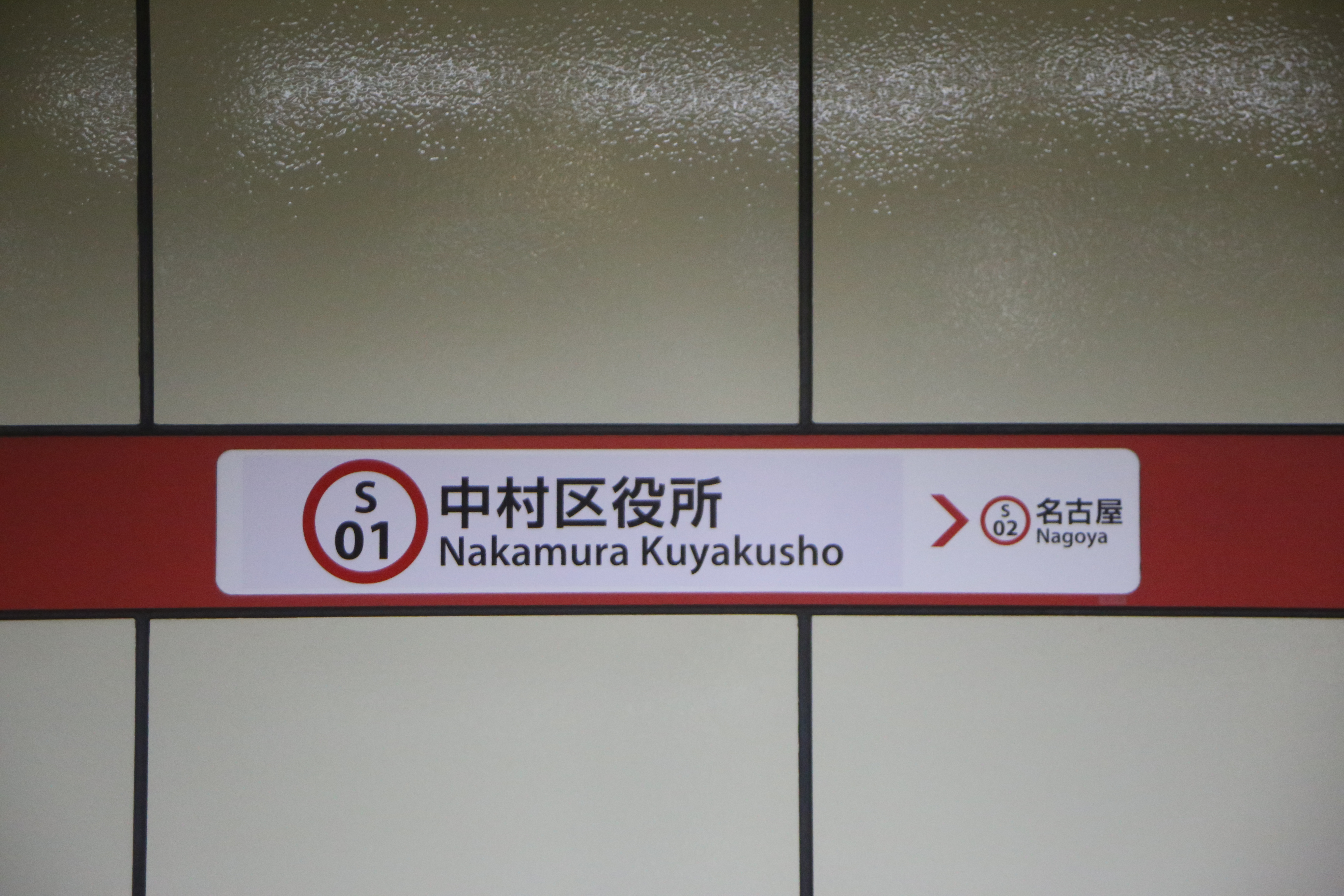
中村区役所駅時代（末期）の駅名標

## 駅構造
島式ホーム1面2線を有する地下駅である。プラットホームの長さは170 mで、20 m車8両編成まで対応している。可動式ホーム柵を備える。
桜通線運転区が管轄する。

### のりば
| ホーム | 路線   | 行先                   |
| ------ | ------ | ---------------------- |
| 1      | 桜通線 | 今池・新瑞橋・徳重方面 |
| 2      | 桜通線 | （降車ホーム）         |

地上との出入口は、環状線（名古屋市道名古屋環状線）と太閤通（愛知県道68号名古屋津島線）の交差点にあるが、改札口はやや東方（名古屋駅寄り）にある。
当駅は終端駅であり、名古屋駅とは反対側に留置線を3本有する（3本とも、縦に2編成留置可能）。徳重方面から当駅2番線で終着した車両は、この留置線に一旦引き上げて折り返し、1番線に入ってくる。この留置線では、かつて検車場として車両の簡単な清掃や検修、日常検査などを行っていた。しかし、2011年（平成23年）3月の名古屋市交通局徳重車庫の使用開始とともにこの検車場は廃止となり、現在は電留線としての機能のみを残している。

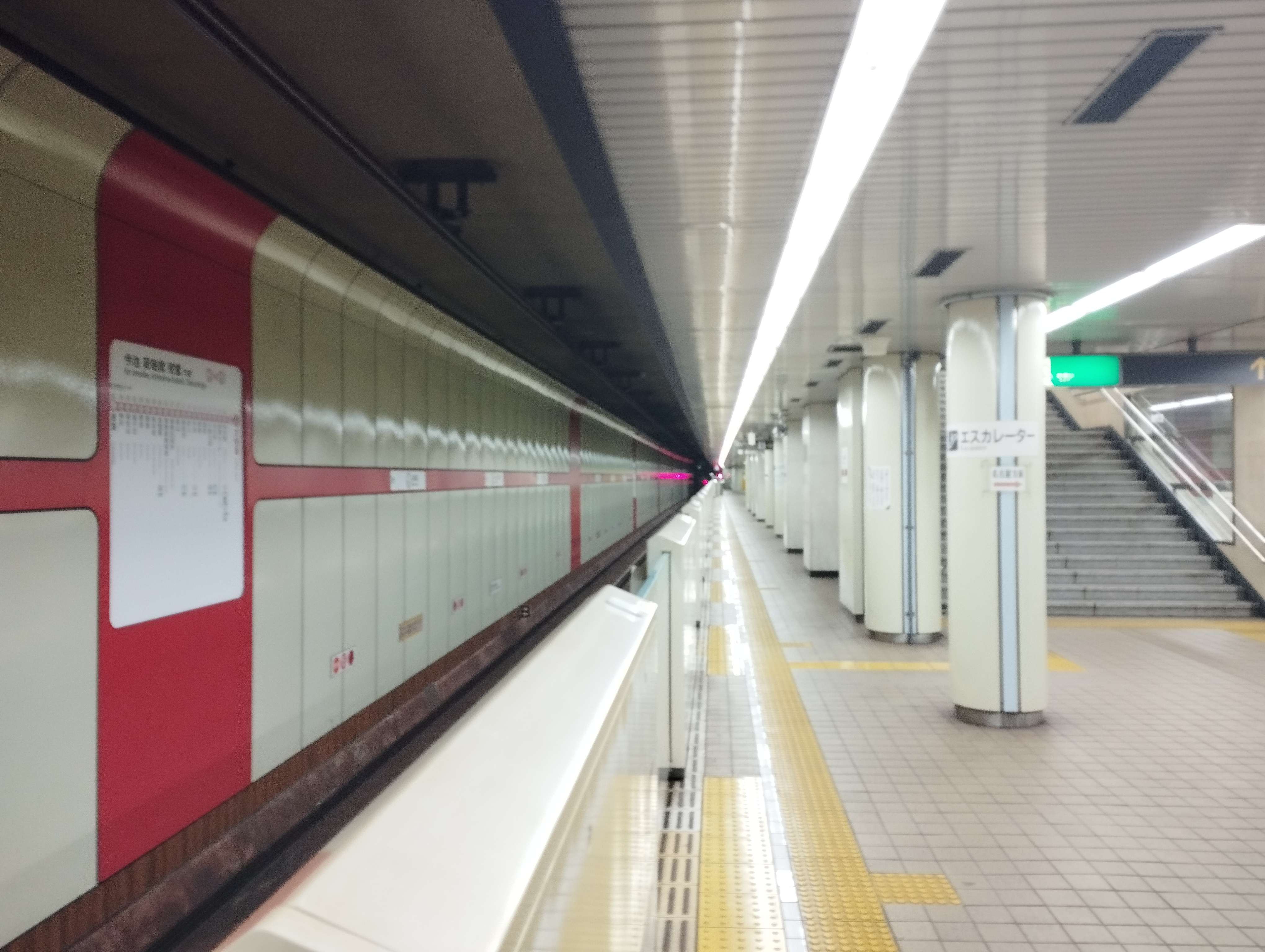
ホーム
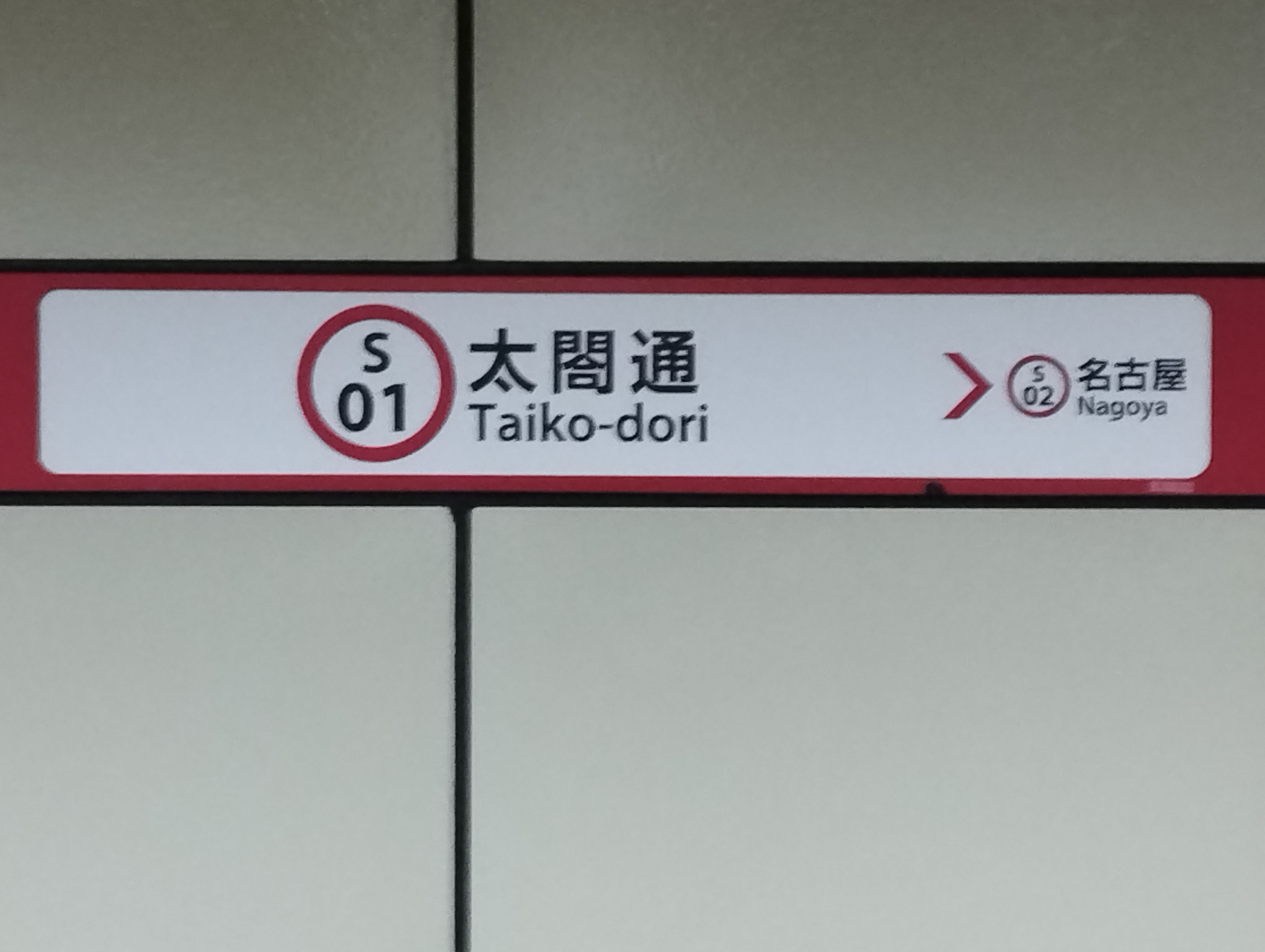
駅名標

## 利用状況
2019年度（令和元年度）の乗車人員は2,404,475人で、1日平均乗車人員は6,570人である。
開業以降の年度別乗車人員の推移は下表のとおりである。
| 年度               | 乗車人員 | 乗車人員  |
| 年度               | 1日平均  | 年度毎    |
| ------------------ | -------- | --------- |
| 1989年（平成元年） | 2,899    | 588,511   |
| 1990年（平成02年） | 2,885    | 1,053,119 |
| 1991年（平成03年） | 3,838    | 1,404,774 |
| 1992年（平成04年） | 3,960    | 1,445,420 |
| 1993年（平成05年） | 4,251    | 1,551,675 |
| 1994年（平成06年） | 4,258    | 1,554,300 |
| 1995年（平成07年） | 4,510    | 1,650,687 |
| 1996年（平成08年） | 4,576    | 1,670,237 |
| 1997年（平成09年） | 4,381    | 1,599,227 |
| 1998年（平成10年） | 4,616    | 1,684,937 |
| 1999年（平成11年） | 4,504    | 1,648,531 |
| 2000年（平成12年） | 4,689    | 1,711,341 |
| 2001年（平成13年） | 4,998    | 1,824,326 |
| 2002年（平成14年） | 5,265    | 1,921,632 |
| 2003年（平成15年） | 5,305    | 1,941,460 |
| 2004年（平成16年） | 4,831    | 1,763,229 |
| 2005年（平成17年） | 5,052    | 1,843,945 |
| 2006年（平成18年） | 5,158    | 1,882,619 |
| 2007年（平成19年） | 5,138    | 1,880,402 |
| 2008年（平成20年） | 5,288    | 1,930,290 |
| 2009年（平成21年） | 5,097    | 1,860,284 |
| 2010年（平成22年） | 4,854    | 1,771,882 |
| 2011年（平成23年） | 4,996    | 1,828,429 |
| 2012年（平成24年） | 5,224    | 1,906,638 |
| 2013年（平成25年） | 5,471    | 1,996,769 |
| 2014年（平成26年） | 5,599    | 2,043,486 |
| 2015年（平成27年） | 5,778    | 2,114,713 |
| 2016年（平成28年） | 5,987    | 2,185,385 |
| 2017年（平成29年） | 6,316    | 2,305,366 |
| 2018年（平成30年） | 6,680    | 2,438,332 |
| 2019年（令和元年） | 6,570    | 2,404,475 |

## 駅周辺
木造の商店や住宅の多い地域であったが、駅開業前後にはマンションなどの建設が盛んに行われた。
開業時には駅周辺の歩道上に路上駐輪場が整備された。しかし駅の出入口付近で駐輪場からはみ出しての駐輪が相次いだため、1991年（平成3年）1月4日に駅の南西に平地の市営駐輪場が開設された。2009年（平成21年）6月1日に駅周辺が自転車等放置禁止区域に指定された。
地下鉄東山線の中村公園駅は太閤通を西へ徒歩20分程度、名古屋駅へは太閤通を東へ徒歩10分強。

### 周辺の施設
- 中村児童館
- 若宮八幡社
- 熊野社
- 増子記念病院
- 鵜飼リハビリテーション病院
- 日本聴能言語福祉学院
- 愛昇殿 レクストの杜・太閤通
- 名古屋太閤通三郵便局
- あいち銀行 中村支店・中村中央支店・千成支店[注釈 2]
- 百五銀行 中村支店

### バス路線
最寄り停留所は、太閤通（愛知県道68号名古屋津島線）と環状線（名古屋市道名古屋環状線）の交差点付近にある地下鉄太閤通である。以下の路線が乗り入れ、名古屋市営バス、名鉄バスにより運行されている。中村区役所の移転に伴い、名古屋市バスと名鉄バスの停留所の名称は駅名変更と同日の2023年（令和5年）1月4日に中村区役所から変更された。桜通線の起点駅に隣接する停留所であるが、起終点とする系統はなく（中村13が起終点としていたことがある）、
バスターミナルなどは存在しない。

#### 名古屋市営バス
- 幹栄2：栄行、新大正橋西行
- 名駅23：名古屋駅行、横井町行、岩塚本通四丁目行
- 名駅24：名古屋駅行、大治西条行
- 名駅29：本陣経由名古屋駅行
- 深夜2：栄行、地下鉄高畑行
- 中村巡回：本陣行、稲西車庫行

#### 名鉄バス
- 【40】・【41】・【43】・【44】：栄行、名鉄バスセンター行、津島駅行、大坪行

## 隣の駅
名古屋市営地下鉄
 桜通線
太閤通駅 (S01) - 名古屋駅 (S02)